# Chrominantie
Chrominantie (chroma verkort) draagt in een component videosignaal de kleurinformatie, waar de luminantie de lichtintensiteit draagt. De combinatie van chrominantie en luminantie geven een volledig kleurenspectrum.
Chrominantie wordt in verschillende videosignalen gebruikt zoals in YUV, YCbCr en YIQ.

## Chrominantie in YUV

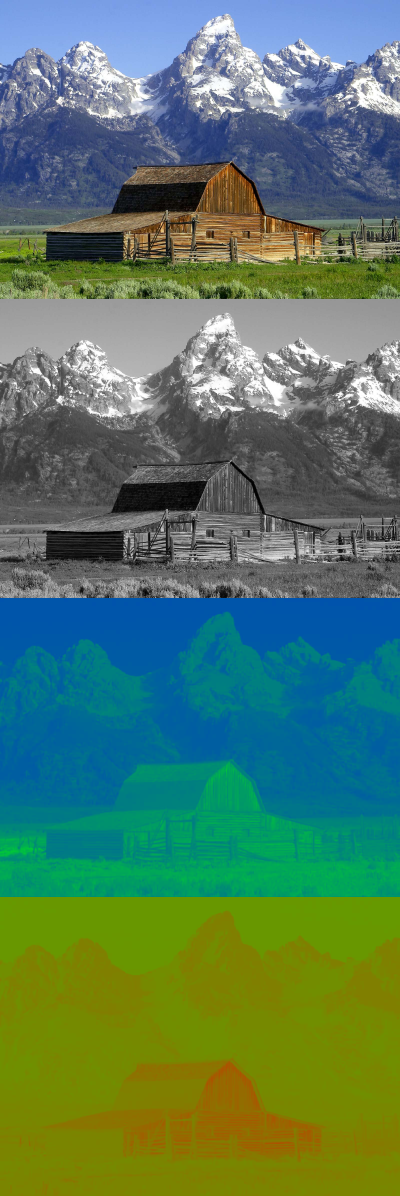
Een afbeelding met zijn Y', U, en V componenten.

In Composite Video, is Y het luminantiesignaal, en U en V de beide chrominanties.
Chrominantie is hier het verschil tussen een kleur en een referentie wit vlak, allebei met dezelfde luminantie (lichtintensiteit, Y). Met 2 chrominantie waarden ( U en V ) kan elke kleur worden weergegeven, zonder de lichtintensiteit in rekening te brengen.
Men heeft twee chrominantie waarden, nl U en V, waarbij U het verschil geeft van de kleur blauw tegenover de luminantie (het zwart-wit) en V het verschil van de kleur rood geeft tegenover de luminantie.
Vertrekkende van het RGB domein, geeft volgende vergelijking de omzetting weer naar YUV:
{\displaystyle {\begin{bmatrix}Y\\U\\V\end{bmatrix}}={\begin{bmatrix}0.299&0.587&0.114\\-0.14713&-0.2886&0.436\\0.615&-0.51499&-0.10001\end{bmatrix}}{\begin{bmatrix}R\\G\\B\end{bmatrix}}}
Zoals hierboven te zien is, is de som van de getallen van de bovenste rij 1, en de som van de getallen van de 2de en 3de rij 0. Dit heeft als gevolg dat bij gelijke R, G en B waarden, enkel het Y signaal overblijft, dit wil zeggen: bij grijswaarden, waarbij de R, G en B waarden gelijk zijn, enkel het Y signaal van belang zal zijn.

## Chrominantie in YIQ
YIQ is een kleur model dat gebruikt wordt in NTSC color TV. Het principe is gelijk aan YUV, waarbij Y het luminantie signaal is, en I en Q de chrominanties. 
De originele betekenis van het I en Q signaal komen van de namen van de analoge signalen, nl In-phase chrominance en Quadrature chrominance.
De verbetering van YIQ op YUV is dat het U en V geen rekening houden met de kleurgevoeligheid van het menselijk oog. Daarom is I en Q hetzelfde signaal als U en V, maar dan geroteerd met 33°
{\displaystyle I=0.877283\left(R-Y\right)\cos 33-0.492111\left(B-Y\right)\sin 33}
{\displaystyle Q=0.877283\left(R-Y\right)\sin 33+0.492111\left(B-Y\right)\cos 33}
en in volledige matrix vorm geeft dit.
{\displaystyle {\begin{bmatrix}Y\\I\\Q\end{bmatrix}}={\begin{bmatrix}0.299&0.587&0.114\\0.596&-0.274&-0.322\\0.212&-0.523&0.311\end{bmatrix}}{\begin{bmatrix}R\\G\\B\end{bmatrix}}}

I is hier het verschil van de oranje-blauwe kleur tov wit, en Q die van het paars-groen.

## Chrominantie in YCbCr
De internationale standaard in component digitaal video is Recommedation ITU-R BT.601-4 (Rec. 601). Deze standaard gebruikt YCbCr. Deze standaard wordt ook gebruikt in JPEG en MPEG.
De chrominantie in YCbCr is dezelfde als in YUV, maar waarbij U en V geschaald zijn en vermeerderd zijn met 0,5.
{\displaystyle Cb={\frac {B-Y}{1.772}}+0.5}
{\displaystyle Cr={\frac {R-Y}{1.402}}+0.5}
Dit geeft:
{\displaystyle {\begin{bmatrix}Y\\Cb\\Cr\end{bmatrix}}={\begin{bmatrix}0.299&0.587&0.114\\-0.14713&-0.2886&0.436\\0.615&-0.51499&-0.10001\end{bmatrix}}{\begin{bmatrix}R\\G\\B\end{bmatrix}}+{\begin{bmatrix}0\\0.5\\0.5\end{bmatrix}}}
Omdat Rec. 601 een digitale coderin is, die 8 bit gebruikt, wordt YCbCr soms ook herschaald naar waarden tussen 0 en 255.
Dit geeft dan de volgende matrix
{\displaystyle {\begin{bmatrix}Y\\Cb\\Cr\end{bmatrix}}={\begin{bmatrix}65.481&128.553&24.966\\-37.797&-74.203&112\\112&-93.786&-18.214\end{bmatrix}}{\begin{bmatrix}R\\G\\B\end{bmatrix}}+{\begin{bmatrix}16\\128\\128\end{bmatrix}}}